# Traillochorema
Traillochorema is een geslacht van schietmotten van de familie Hydrobiosidae.

## Soorten
- T. rakiura AG McFarlane, 1981
- T. wardorum IM Henderson, 2008